# Robert Rowand Anderson
Pour les articles homonymes, voir Robert Anderson et Anderson.
Robert Rowand Anderson, né le 5 avril 1834, décédé le 1er juin 1921, est un architecte écossais.
Il travaille à partir de 1860 aux Royal Engineers.

## Œuvres
- Grand Central Hotel (Glasgow)
- McEwan Hall (Université d'Édimbourg).